# Monte Tovo (Valsesia)
Il Monte Tovo è una montagna delle Alpi Pennine alta 1.386 m s.l.m.; si trova in Valsesia, al confine tra i comuni di Borgosesia e di Quarona (VC).

## Descrizione
La montagna è situata sullo spartiacque tra la valle dello Strona di Postua e il solco principale della Valsesia. Verso nord-ovest la Sella della Rosetta (1.245 m) la separa dal Monte Luvot (1.603 m). In direzione sud-est il crinale, dopo la poco definita Cima di Alagiù (1.280 m), scende ad una sella (1.123 m) nei pressi della quale sorge un oratorio dedicato a San Bernardo e risale poi alle Cime di Tortignaiga, la più alta delle quali è quotata 1.177 m.
I versanti meno esposti del Tovo sono in gran parte ricoperti di faggete, mentre sulle pendici esposte a sud predominano i cespuglieti e il prato; i dintorni della cima sono caratterizzati da affioramenti rocciosi.
Nei pressi del punto culminante sorge una croce metallica.
In vetta è anche collocato il punto geodetico trigonometrico dell'IGM denominato Monte Tovo Est (cod. 030061).
La montagna offre un ottimo punto di vista sulla bassa Valsesia; verso nord lo sguardo è invece limitato dalla fitta vegetazione e dalle montagne attorno al Castello di Gavala.

## Accesso alla cima

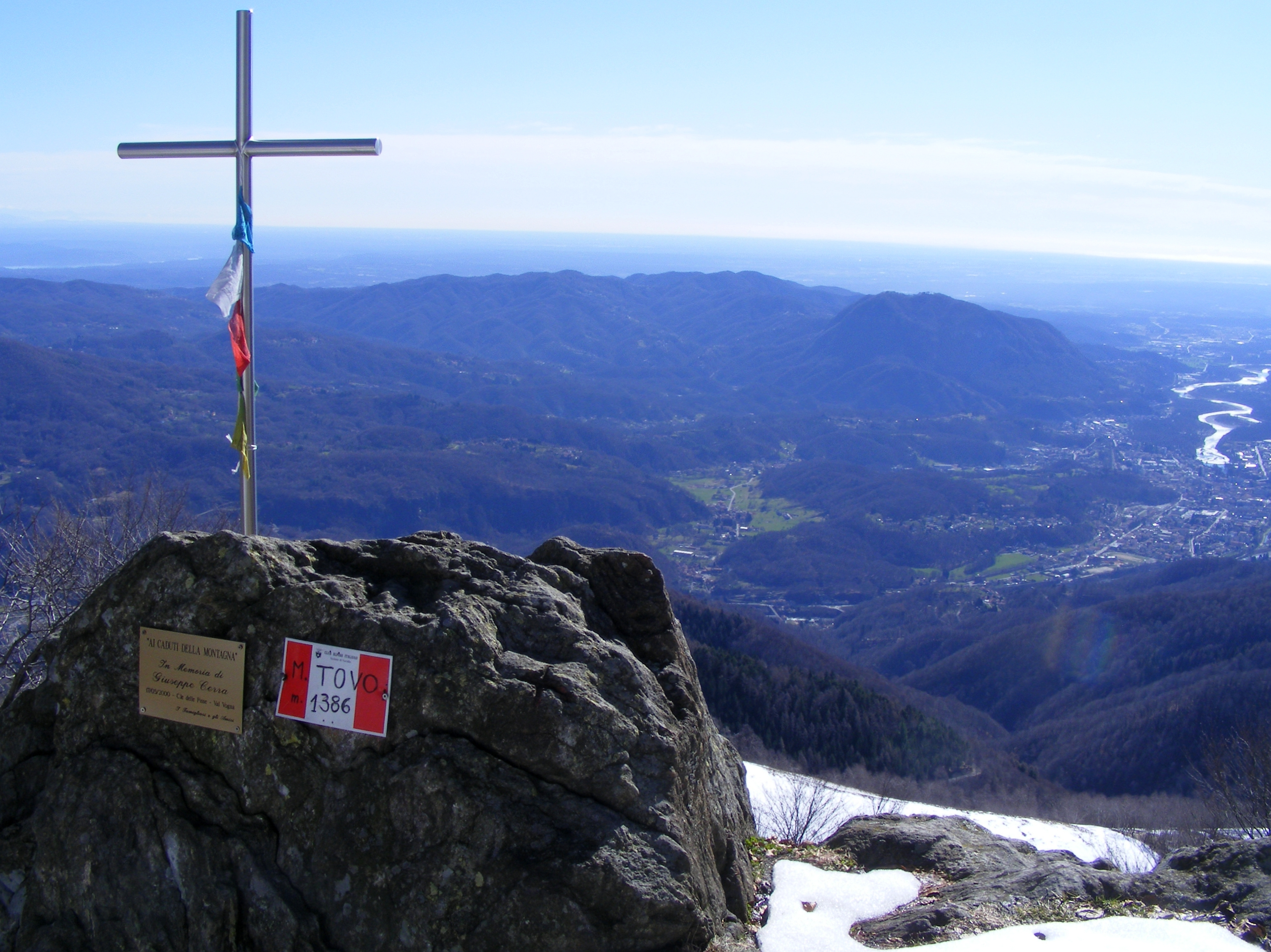
La croce di vetta

La via di salita più nota sale da Costa di Foresto (Borgosesia) e richiede meno di due ore di cammino. Un altro classico itinerario, più lungo, parte invece da Roncole di Postua e, passando per l'oratorio di San Bernardo e la Cima di Alagiù, raggiunge il Tovo in circa 3 ore. La difficoltà escursionistica di entrambi gli itinerari è di tipo E.

## Punti di appoggio
A poche centinaia di metri dalla cima, a quota 1.100 m sul lato valsesiano, sorge il Rifugio Gilodi Ca' Meja, gestito dal Gruppo Amici del Monte Tovo ed aperto ai soci la domenica e i festivi di quasi tutto l'anno.